# Varde Kommune
Varde Kommune ist eine dänische Kommune im Westen Jütlands. Sie entstand am 1. Januar 2007 im Zuge der Kommunalreform durch Zusammenlegung der bisherigen Kommunen Varde, Blaabjerg, Blåvandshuk, Helle und Ølgod im Sønderjyllands Amt.
Varde Kommune besitzt eine Gesamtbevölkerung von 49.410 Einwohnern (Stand 1. Januar 2025) und eine Fläche von 1.240,10 km². Sie ist Teil der Region Syddanmark.

## Kirchspielsgemeinden und Ortschaften
Auf dem Gemeindegebiet liegen die folgenden Kirchspielsgemeinden (dän.: Sogn) und Ortschaften mit über 200 Einwohnern (byer nach Definition der dänischen Statistikbehörde); Einwohnerzahl am 1. Januar 2025, bei einer eingetragenen Einwohnerzahl von Null hatte der Ort in der Vergangenheit mehr als 200 Einwohner:
| Nr.   | Kirchspiel         | Einwohner           | Ortschaft           | Einwohner    |
| ----- | ------------------ | ------------------- | ------------------- | ------------ |
| 13    | Aal Sogn           | 3.726               | Oksbøl Øster Vrøgum | 2898 334     |
| 28    | Agerbæk Sogn       | 1.522               | Agerbæk             | 1280         |
| 24    | Alslev Sogn        | 1.674               | Alslev              | 1319         |
| 18    | Ansager Sogn       | 1.752               | Ansager             | 1296         |
| 23    | Billum Sogn        | 808                 | Billum              | 562          |
| 22/29 | Blåvandshuk Sogn   | 602                 | Oksby               | 286          |
| 27    | Fåborg Sogn        | 725                 | Fåborg              | 301          |
| 25    | Grimstrup Sogn     | 973                 |                     |              |
| 06    | Henne Sogn         | 777                 | Henne Stationsby    | < 200        |
| 29    | Ho Sogn            | 1. Juli 2016: 0.186 |                     |              |
| 17    | Hodde Sogn         | 295                 |                     |              |
| 10    | Horne Sogn         | 1.105               | Horne               | 465          |
| 14    | Janderup Sogn      | 1.318               | Janderup            | 788          |
| 09    | Kvong Sogn         | 474                 | Kvong               | < 200        |
| 08    | Lunde Sogn         | 895                 | Lunde               | 405          |
| 03    | Lydum Sogn         | 236                 |                     |              |
| 01    | Lønne Sogn         | 396                 | Nymindegab          | < 200        |
| 22    | Mosevrå Sogn       | 1. Juli 2016: 0.115 |                     |              |
| 19    | Næsbjerg Sogn      | 1.145               | Næsbjerg            | 781          |
| 02    | Nørre Nebel Sogn   | 1.495               | Nørre Nebel         | 1318         |
| 22    | Oksby Sogn         | 1. Juli 2016: 0.344 |                     |              |
| 07    | Ovtrup Sogn        | 1.559               | Outrup              | 994          |
| 12    | Skovlund Sogn      | 840                 | Skovlund            | 549          |
| 04    | Strellev Sogn      | 288                 |                     |              |
| 16    | Thorstrup Sogn     | 1.094               | Sig                 | 755          |
| 11    | Tistrup Sogn       | 2.114               | Tistrup             | 1437         |
| 15    | Varde Sogn         | 15.403              | Tinghøj Varde       | < 200 14.263 |
| 21    | Vester Starup Sogn | 1.083               | Tofterup            | 650          |
| 26    | Årre Sogn          | 873                 | Årre                | 628          |
| 05    | Ølgod Sogn         | 4.990               | Ølgod               | 3713         |
| 20    | Øse Sogn           | 1.417               |                     |              |

1. 1 2 3 4  
Am 27. November 2016 wurden Ho Sogn, Oksby Sogn und Mosevrå Sogn (bis 1. Oktober 2010: Mosevrå Kirkedistrikt (dt.: Kirchenbezirk) im Oksby Sogn) ins Blåvandshuk Sogn zusammengelegt. Das bezieht sich nur auf die kirchlichen Belange. In ihrer Eigenschaft als Matrikelsogne, also als Grundbuchbezirke der Katasterbehörde Geodatastyrelsen, wirken sich seit Abschaffung der Hardenstruktur 1970 solche Änderungen nicht mehr aus.
2. ↑  
Der flächenmäßig kleinere Teil des Grimstrup Sogn mit dem Kirchdorf Grimstrup liegt auf dem Gebiet der Esbjerg Kommune.
3. 1 2 3 4  
Henne Stationsby hatte 2010 erstmals weniger als 200 Einwohner, Kvong 2015. Bei Nymindegab und Tinghøj war das erstmals 2022 der Fall.